# 4291 Kodaihasu
4291 Kodaihasu è un asteroide della fascia principale. Scoperto nel 1989, presenta un'orbita caratterizzata da un semiasse maggiore pari a 2,9810855 UA e da un'eccentricità di 0,0759436, inclinata di 13,65907° rispetto all'eclittica.